# Джигитовка (река)
Джигито́вка — река на севере Приморского края.
До 1972 года верхнее течение реки называлось рекой Хантахе́за, а нижнее течение, после впадения реки Больша́я Синанча́ (Черёмуховая) — рекой Иодзыхе́.
Река берёт начало на южном склоне горы Острая (хребет Сихотэ-Алинь), на высоте 840 м, в Дальнегорском городском округе. Течёт в юго-восточном направлении и впадает в бухту Джигит, близ пос. Пластун в Тернейском районе. Длина реки 70 км, площадь бассейна 2219 км², падение реки 840 м.
В верхнем и среднем течении протекает по узкой и глубокой долине. За 12 км от устья долина сильно расширяется (до 4 км).
В бассейне реки большую площадь занимают кедрово-широколиственные леса, по левобережью организован Сихотэ-Алиньский государственный биосферный заповедник.
Главные притоки: ключ Исаков Ключ (правый, длина с ключом Длинный 27 км), р. Большая Лиановая (левый, длина 31 км), р. Черёмуховая (Большая Синанча) (правый, длина с ключом Рыбный 42 км), р. Курума (левый, длина 38 км), р. Куналейка (левый, длина с ключом Ханов 22 км).

## Названия реки

Сихотэ-Алиньский заповедник в верхнем течении Джигитовки.

До переименования в 1972 году, верхнее течение реки Джигитовка называлось рекой Хантахе́за (также Ханьдахезу), а нижнее течение, после впадения реки Больша́я Синанча́ (Черёмуховая) — рекой Иодзыхе́. Название Ханьтахеза происходит из двух слов: ханьда (с mnc — «лось») и хэ-цзы (河子, с кит. — «речка»). Название Иодзыхе происходит от словосочетания яо-цзы-хэ (с кит. — «река с ямами [омутами]»). Удэгейское название реки Иодзыхе — Иеньи. На морских картах России эта река отмечалась как Владимировка.
Само слово Джигитовка — производное от Джигит. Река впадает в бухту Джигит, находящуюся в северной части залива Рында. Название бухты дало парусное судно — клипер Джигит, который заходил в бухту, исследуя берега Дальне-восточного региона в 1857—1860 гг.

## Река Джигитовка в литературе
Одним из первых, или возможно самым первым[уточнить], кто исследовал и описал реку Джигитовку в художественной литературе, является русский путешественник и географ В. К. Арсеньев.
Нижнее течении реки Арсеньев описал так (повествование — об экспедиции Арсеньева по центральной части Сихотэ-Алиня в 1907 г.):

Река Иодзыхе (по-удэхейски — Иеньи) почему-то на морских картах названа Владимировкой и показана маленьким ручейком. Долина ее — шириною около трех верст и имеет левый край возвышенный и гористый, а правый — пологие увалы, поросшие редкой осиной, березой, ольхой и лиственницей. Уловить, где именно долина переходит в горы, нельзя. Выше по реке картина меняется, и горы принимают резко выраженный характер.
Здесь, кроме дуба, растут черная и белая береза, китайский ясень, орех, клен, пихта, пробковое дерево, тис, акация, осина и липа, а из кустов — лещина, боярышник, калина, таволга и леспедеца.
Река Иодзыхе близ устья разбивается на множество рукавов, из которых один подходит к правой стороне долины…

Реку Иодзыхе было бы справедливо назвать «козьей рекой». Нигде я не видел так много этих грациозных животных, как здесь.— В. К. Арсеньев. «Дерсу Узала»
В среднем течении Джигитовка имеет 2 притока:

Тропа опять перешла за реку и вскоре привела нас к тому месту, где Иодзыхе разбивается на три реки: Синанцу, Кулёму (этимология этого слова мне неизвестна) и Ханьдахэзу. Кулёму, длиною километров в сорок, течёт с запада и имеет истоки в горах Сихотэ-Алиня, а Ханьдахэза — 20 километров; по последней можно выйти на реку Сицу (приток Санхобе), где в прошлом году меня застал лесной пожар. От места слияния этих рек и начинается, собственно, Иодзыхе. Здесь с правой стороны (по течению) высится высокая скалистая сопка Да-Лаза. Тропа проходит у её подножия. По рассказам, это излюбленное местопребывание тигров.— В. К. Арсеньев. «Дерсу Узала»

## Притоки (км от устья)
Крупнейшие выделены жирным шрифтом. Расстояния подсчитаны по спутниковым снимкам Wikimapia с учётом изгибов русла реки. Протяжённость собственно долины Джигитовки — ок. 63 км.
- 6,5 км: ключ Светлый (лв)
- 12,5 км: река Куналейка (лв)
- 21 км: река Курума (река), урез 41 м (н.у.м.) (лв)
- 21 км: река Ветродуй (пр)
- 27 км: река Черёмуховая, урез 64 м (н.у.м.) (пр)
- 30 км: ручей Татарский (пр)
- 32 км: река Малая Лиановая (лв)
- 32,7 км: река Большая Лиановая, урез 125 м (н.у.м.) (лв)
- 44 км: ключ Моисеев (лв)
- 45 км: река Исаков Ключ, урез 201 м (н.у.м.) (пр)
- 47 км: ручей Соболиный (пр)
- 47 км: ключ Федотова (лв)
- 47,9 км: ключ Портовый (пр)
- 48,3 км: ключ Быстрый (пр)
- 50,7 км: ключ Мурашов Ключ (пр)
- 53,8 км: ручей Козлиный Ключ (пр)
- 54,7 км: река Невидимка (лв)
- 57,2 км: ручей Кварцевый (пр)
- 62,2 км: ключ Правый Толпышев (пр)
- 62,6 км: ключ Левый Толпышев (лв)
- 64,6 км: ключ Ветвистый, урез 400 м (н.у.м.) (лв)
- 68,3 км: ключ Ледянистый, урез 504 м (н.у.м.) (лв)
- 72,7 км: исток (у пер. Небесный, ок. 700 м н.у.м.)